# Château de Chargé
Le château de Chargé est un château situé à Razines (Indre-et-Loire) et inscrit aux monuments historiques le 17 septembre 1986.